# Championnat de Pologne de football 1971-1972
Navigation
Édition précédente Édition suivante
La saison 1971-1972 du championnat de Pologne est la quarante-quatrième saison de l'histoire de la compétition. Cette édition a été remportée par le Górnik Zabrze pour la deuxième fois consécutive, devant le Zagłębie Sosnowiec.

## Les clubs participants
| Club               | Ville     |
| ------------------ | --------- |
| Gornik Zabrze      | Zabrze    |
| Gwardia Varsovie   | Varsovie  |
| Legia Varsovie     | Varsovie  |
| LKS Łódź           | Lódź      |
| Odra Opole         | Opole     |
| Pogoń Szczecin     | Szczecin  |
| Polonia Bytom      | Bytom     |
| Ruch Chorzów       | Chorzów   |
| Stal Mielec        | Mielec    |
| Stal Rzeszów       | Rzeszów   |
| Szombierki Bytom   | Bytom     |
| Wisła Cracovie     | Cracovie  |
| Zagłębie Sosnowiec | Sosnowiec |
| Zagłębie Wałbrzych | Wałbrzych |

## Compétition

### Classement
| Rang | Équipe                | Pts | J  | G  | N  | P  | Bp | Bc | Diff |
| ---- | --------------------- | --- | -- | -- | -- | -- | -- | -- | ---- |
| 1    | Górnik Zabrze (T) (C) | 37  | 26 | 14 | 9  | 3  | 45 | 23 | +22  |
| 2    | Zagłębie Sosnowiec    | 33  | 26 | 13 | 7  | 6  | 31 | 26 | +5   |
| 3    | Legia Varsovie        | 32  | 26 | 12 | 8  | 6  | 36 | 20 | +16  |
| 4    | Ruch Chorzów          | 30  | 26 | 13 | 4  | 9  | 46 | 33 | +13  |
| 5    | Stal Mielec           | 30  | 26 | 12 | 6  | 8  | 29 | 19 | +10  |
| 6    | Gwardia Varsovie      | 28  | 26 | 11 | 6  | 9  | 28 | 21 | +7   |
| 7    | Odra Opole (P)        | 27  | 26 | 9  | 9  | 8  | 25 | 27 | -2   |
| 8    | Zagłębie Wałbrzych    | 26  | 26 | 9  | 8  | 9  | 22 | 21 | +1   |
| 9    | Wisła Cracovie        | 25  | 26 | 7  | 11 | 8  | 29 | 34 | -5   |
| 10   | Polonia Bytom         | 21  | 26 | 5  | 11 | 10 | 19 | 31 | -12  |
| 11   | Pogoń Szczecin        | 20  | 26 | 8  | 4  | 14 | 24 | 37 | -13  |
| 12   | ŁKS Łódź (P)          | 19  | 26 | 3  | 13 | 10 | 24 | 39 | -15  |
| 13   | Stal Rzeszów          | 18  | 26 | 4  | 10 | 12 | 20 | 32 | -12  |
| 14   | Szombierki Bytom      | 18  | 26 | 6  | 6  | 14 | 24 | 39 | -15  |

| Légende | Légende                                                                                      |
| ------- | -------------------------------------------------------------------------------------------- |
|         | Coupe des clubs champions européens 1972-1973 (1er tour)                                     |
|         | Coupe d'Europe des vainqueurs de coupe 1972-1973 (1er tour)                                  |
|         | Coupe UEFA 1972-1973 (1er tour)                                                              |
|         | Relégation en II Liga                                                                        |
|         | (T) : Tenant du titre 1970-1971 (C) : Vainqueur de la Coupe de Pologne 1971-1972 (P) : Promu |

## Bilan de la saison
| Tableau d'Honneur |               |
| Compétition       | Vainqueur     |
| I Liga            | Górnik Zabrze |
| Coupe de Pologne  | Górnik Zabrze |

| Promotions et relégations |                               |
| Relégués en II Liga       | Stal Rzeszów Szombierki Bytom |
| Promus de II Liga         | ROW Rybnik Lech Poznań        |

| Qualifications européennes 1972-1973   |                                 |
| Coupe des clubs champions européens    | Qualifié                        |
| 1er tour                               | Górnik Zabrze                   |
| Coupe d'Europe des vainqueurs de coupe | Qualifié                        |
| 1er tour                               | Legia Varsovie                  |
| Coupe UEFA                             | Qualifiés                       |
| 1er tour                               | Zagłębie Sosnowiec Ruch Chorzów |

## Meilleurs buteurs
| # | Joueur               | Équipe           | Buts |
| - | -------------------- | ---------------- | ---- |
| 1 | Ryszard Szymczak     | Gwardia Varsovie | 16   |
| 2 | Włodzimierz Lubański | Górnik Zabrze    | 14   |
| 3 | Joachim Marx         | Ruch Chorzów     | 13   |